# Harry à tout prix
Pour plus de détails, voir Fiche technique et Distribution.
Harry à tout prix (titre original : Family Plan) est un film américain de Paul Bernbaum sorti en 1997. Il fait suite au téléfilm Famille à l'essai, diffusé deux ans plus tôt.

## Synopsis
Harry Haber, le plus grand gaffeur du monde, décide d'emmener ses orphelins dans un camp de vacances. Il compte par cette occasion pouvoir réconcilier Matt et Julie, propriétaire du camp. Mais celle-ci vient de se fiancer avec Jeffrey qui projette en secret de transformer le camp en complexe pour de riches vacanciers. La tâche s'avère difficile mais rien ne peut arrêter Harry ni les enfants...

## Fiche technique
- Titre original : Family Plan
- Réalisation et scénario : Paul Bernbaum
- Directeur de la photographie : John Fleckenstein
- Montage : David Rawlins et George Roulston
- Musique : Lee Holdridge
- Costumes : Eilish Zebrasky
- Décors : Thomas Fichter et Jeff Ginn (non crédité)
- Production : Paul Bernbaum et Abby Singer
- Genre : Comédie
- Pays de production :  États-Unis
- Durée : 95 minutes (1 h 35)
- Date de sortie :
  - Italie : octobre 1997 (MIFED)
  - France : 1er avril 1999
  - États-Unis : 30 mai 1999

## Distribution
- Leslie Nielsen (VF : Jean-Claude Michel) : Harry Haber
- Judge Reinhold : Jeffrey Shayes
- Eddie Bowz : Matt Nolan
- Emily Procter : Julie Rubins
- Zachary Browne : Eli Mackenzie
- Trevor Morgan : Alec Mackenzie
- Tony Rosato : Cliff Haber
- Harry Morgan : Sol Rubins
- Joey Pierson : Nick
- Adam Beech : Patrick
- James Pacheco : David
- Devin Nicole Lafferty : Tabitha
- Nicolas Glaser : Sandy
- Kathy Fitzgerald : Lana

## Note
Le film est également connu à la télévision sous le titre Les Vacances en folie.